# Sadanga
Sadanga è una municipalità di quinta classe delle Filippine, situata nella provincia di Mountain, nella Regione Amministrativa Cordillera.
Sadanga è formata da 8 barangay:
- Anabel
- Bekigan
- Belwang
- Betwagan
- Demang
- Poblacion
- Sacasacan
- Saclit